# Megaselia curticauda
Megaselia curticauda är en tvåvingeart som beskrevs av Borgmeier 1967. Megaselia curticauda ingår i släktet Megaselia och familjen puckelflugor. Inga underarter finns listade i Catalogue of Life.